# Порта Капуана
Порта Капуана (итал. Porta Capuana — Капуанские ворота) — городские ворота типа барбакана в Неаполе (Италия), первоначально проходившие через средневековые городские стены: по сторонам от ворот сохранились две сторожевые башни. Ворота также дали название одному из десяти районов Неаполя.

## История
Несмотря на название, сооружение не является воротами античного «Нового города» (лат. Neapolis), согласно древнеримской планировке: дороги с востока на запад (decumanus maximus), которая когда-то вела из римского Неаполя в Капую. Когда в XV веке город был расширен на восток в рамках строительства новых арагонских городских стен, первоначальные укрепления, которые находились ближе к одноимённому замку Кастель Капуано, были снесены, две круглые башни с воротами остались отдельно стоящими, создав вид триумфальной арки. Со временем ворота стали играть важную роль: через них проходила королевская дорога от замка Капуана в Апулию. Башни приобрели символическое значение: та, что слева, символизирует Честь (в ней находится штаб-квартира-музей Национальной ассоциации Ардити д’Италия), справа — Добродетель.
Проект перестройки ворот разработал флорентийский архитектор Джулиано да Майано, с 1487 года работавший в Неаполе по заказам будущего короля Неаполя, герцога Калабрии Альфонсо. Ворота оформлены пилястрами коринфского ордера, украшены барельефами с классическими трофеями и фигурами «летящих побед» в антрвольтах. Сразу за воротами находится купольная церковь Санта-Катерина-а-Формьелло.